# Hinley Nunatak
Hinley Nunatak är en nunatak i Antarktis. Den ligger i Västantarktis. Argentina, Chile och Storbritannien gör anspråk på området. Toppen på Hinley Nunatak är 1 503 meter över havet.
Terrängen runt Hinley Nunatak är platt.  Trakten är obefolkad. Det finns inga samhällen i närheten.